# 瓦克奇斯區
瓦克奇斯區（西班牙語：Distrito de Huacchis），是秘魯的一個區，位於該國北部安卡什大區的瓦里省，始建於1954年12月14日，面積72.16平方公里，海拔高度3,491米，2005年人口2,151，人口密度為每平方公里30人。